# Tadeusz Wolski (farmaceuta)
Tadeusz Wolski (ur. 21 października 1932 w Ostrowie Lubelskim, zm. 30 marca 2019 w Lublinie) – polski farmaceuta, prof. dr hab.

## Życiorys
Był synem Jana i Marianny Wolskich, bratem Jadwigi Stachyry. W 1945 r. po ukończeniu szkoły podstawowej rozpoczął naukę w Gimnazjum im. Stanisława Staszica w Lublinie. Od 1949 r. kontynuował naukę w Liceum Technologiczno-Chemicznym w Lublinie, uzyskując w 1951 r. świadectwo dojrzałości. Kolejno w 1955 r. ukończył studia chemiczne na Wydziale Matematyki, Fizyki i Chemii UMCS. W 1960 r. uzyskał tytuł magistra farmacji Akademii Medycznej w Lublinie. 
Pracę zawodową rozpoczął w 1954 r. jako student IV roku Chemii w Katedrze Ogólnej Wydziału Rolnego UMCS, a później Wyższej Szkoły Rolniczej w Lublinie, na stanowisku zastępcy asystenta, a następnie asystenta. W latach 1957–1986 pracował w Katedrze Chemii Nieorganicznej i Analitycznej Wydziału Farmaceutycznego Akademii Medycznej w Lublinie, początkowo jako asystent, a następnie jako adiunkt. W 1965 r. uzyskał stopień doktora nauk farmaceutycznych, w 1985 r. stopień doktora habilitowanego, a w 1990 r. stopień profesora nauk farmaceutycznych. W latach 1987–1992 sprawował funkcję kierownika Zakładu Farmakognozji z Pracownią Technologiczną Akademii Medycznej w Lublinie. Od 1994 do 2003 r. profesor nadzwyczajny w katedrze Warzywnictwa i Roślin Leczniczych Akademii Rolniczej w Lublinie.
W swoim dorobku naukowym ma ponad 300 publikacji w czasopismach krajowych i zagranicznych, 100 patentów (z których ponad połowa została wdrożona do praktyki), a także 6 opracowań monograficzno-książkowych. Promotor 7 prac doktorskich i ponad 90 prac magisterskich.
Wielokrotnie wyróżniany licznymi nagrodami naukowymi: sekretarza naukowego PAN, Ministra Zdrowia i Opieki Społecznej, Naczelnej Organizacji Technicznej.
Członek Polskiego Towarzystwa Chemicznego, Polskiego Towarzystwa Farmaceutycznego, Stowarzyszenia Inżynierów i Techników Przemysłu Chemicznego, Lubelskiego Towarzystwa Naukowego, oraz Sekcji Medycznej Lubelskiego Oddziału PAN.

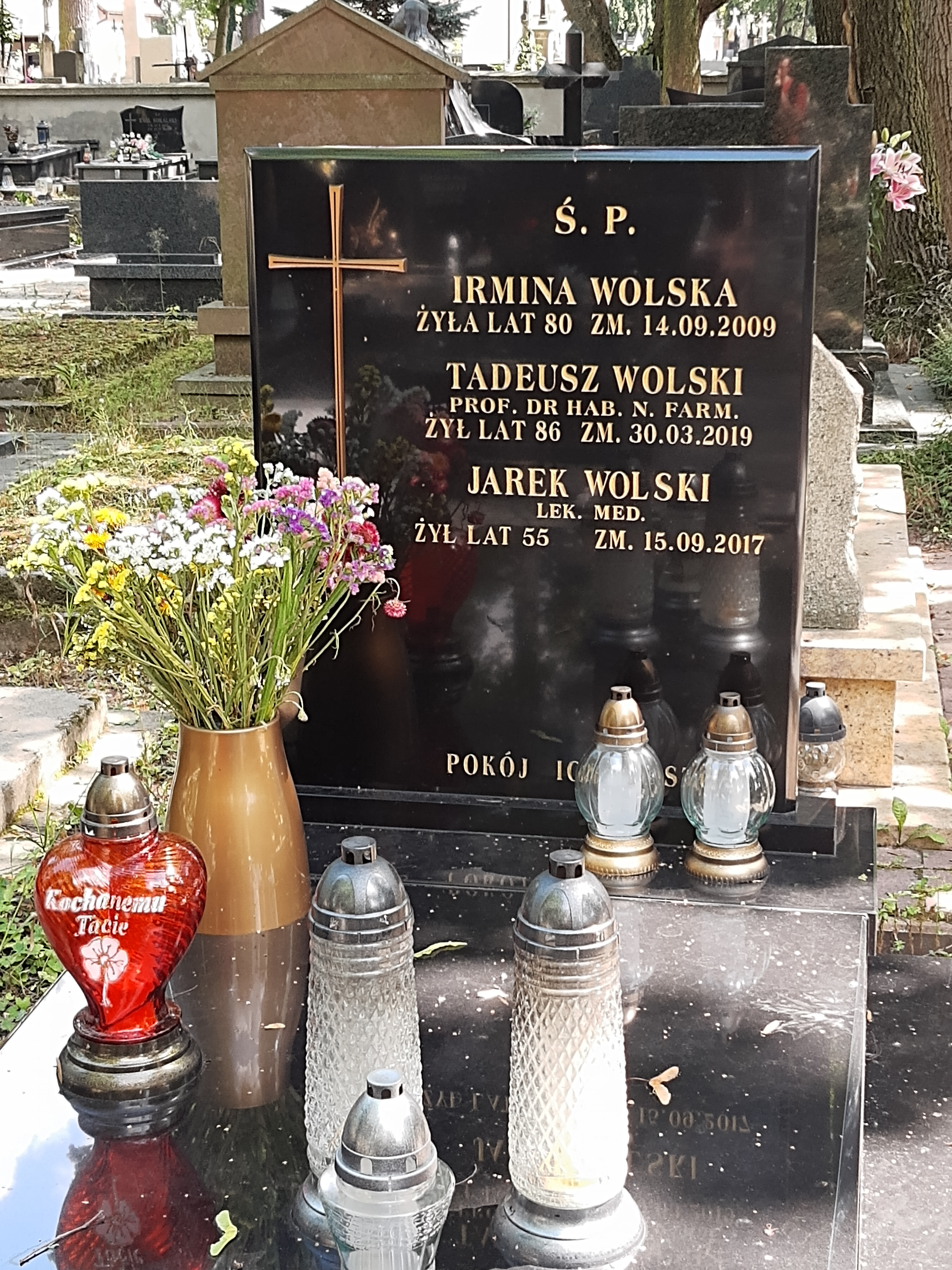
Grób prof. Tadeusza Wolskiego na cmentarzu przy ulicy Lipowej

## Odznaczenia
- Odznaka „Zasłużony dla Lubelszczyzny”[1]
- Odznaka „Za wzorową pracę w służbie zdrowia”[1]
- Krzyż Kawalerski Orderu Odrodzenia Polski[1]
- Złoty Krzyż Zasługi[1]